# Stepan Erzia
Stepan Erzia pseudonimo di Stepan Dmitrievič Hefëdov in russo Степа́н Дми́триевич Нефёдов? (Ardatovskij rajon, 27 ottobre 1876 – Mosca, 24 novembre 1956) è stato uno scultore russo.
Nacque il 27 ottobre 1876 nel villaggio di Baievo , Alátyrsky Uyezd , Simbirsk dell'Impero russo . Nel 1892 la sua famiglia si trasferì ad Alátyr. Stepan divenne apprendista frequentando vari studi di pittura di icone. 
Tra il 1893 e il 1897 visse a Kazan lavorando nello studio di pittura di icone di Kavalinski. In quel periodo decorò anche chiese in varie città e paesi dell'area del Volga e frequentò la Scuola d'Arte di Kazan. 

Tra il 1902 e il 1906 studiò presso la Scuola di Pittura, Scultura e Architettura di Mosca , partecipando alle mostre studentesche della scuola. 
Tra il 1906 e il 1914 visse in Italia e in Francia partecipando a mostre a Venezia e a Milano nel 1909 e a Parigi nel 1912.
Nel 1914 fece ritornò in Russia e nel 1918 si trasferì a Ekaterinburg , dove creò le sue monumentali opere d'arte. 
Nel 1922 si trasferì a Novorossijsk , poi a Batumi dove creò i ritratti di Lenin , Marx ed Engels e di molti lavoratori georgiani. Nel 1923 visse a Baku , dove creò monumenti.
Nel 1926 il governo sovietico decise di mandarlo all'estero per diffondere la conoscenza dell'arte sovietica. Giunse di nuovo a Parigi esponendo con buon successo. 
Tra il 1927 e il 1950 era a Buenos Aires dove realizzò ritratti di Lenin , Mosè , Tolstoj e Beethoven . Sviluppò anche un progetto per trasformare intere montagne delle Ande in monumenti agli eroi dell'indipendenza argentina; le autorità approvarono il suo progetto, ma senza riuscire a finanziarne l'attuazione. Mentre era in Argentina, Erzia inventò un metodo per lavorare dei legni molto duri, come l'algarrobo e il quebracho.
Nel 1950 fece ritorno in Unione Sovietica e nel 1956 fu insignito dell'Ordine della Bandiera Rossa del Lavoro .
Stepán Erzia morì nel 1956 a Mosca e fu sepolto a Saransk , capitale della Mordovia .
Il 26 giugno 1958 a Saransk, capitale della Mordovia , è stato aperto il Museo delle Arti Visive Mordvino Erzia che possiede la raccolta più completa delle opere di Erzia (204 opere).
Lo pseudonimino Erzia fa riferimento al gruppo etnico cui apparteneva ovvero i Mordvini, appunto Erzya nella lingua erza, originari della Mordovia